# Solarna ćelija
Solarna ćelija (fotonaponska ćelija) je poluprovodnički uređaj koji pretvara sunčevu energiju direktno u električnu pomoću fotoelektričnog efekta. Grupe ćelija formiraju solarne module, poznate i kao solarni paneli ili fotonaponska ploča. Energija proizvedena solarnim modulima je primer solarne energije.
Ćelije se označavaju kao fotonaponske ćelije kada izvor svetlosti nije nužno sunčeva svetlost. One se koriste za detekciju svetlosti ili drugih oblika elektromagnetskog zračenja blizu vidljivog spektra, na primer detektori infracrvenog svetla, ili merenje intenziteta svetlosti. Efikasnost im je od 10% za jeftinije izrade sa amorfnim silicijumom, do 25% za skuplje izrade. Za sada su još uvek ekonomski nerentabilni, jer im je cena oko 6000$/kW.

## Princip rada fotonaponske ćelije
Fotonaponske ćelije mogu se koristiti kao samostalni izvori energije ili kao dodatni izvor energije. Kao samostalni izvor energije koristi se npr. na satelitima, znakovima na putu, kalkulatorima i udaljenim objektima koji zahtevaju dugotrajni izvor energije. U svemiru je i snaga sunčevog zračenja puno veća, jer Zemljina atmosfera apsorbuje veliki deo zračenja, pa je i dobijena energija veća. Kao dodatni izvori energije, fotonaponske ćelije mogu se priključiti na električnu mrežu, ali za sada je to neisplativo.

## Istorija solarnih ćelija
Pojam „fotonaponsko“ dolazi od grč. φῶς - phōs sa značenjem svetlost. Pojam "fotonaponsko" je u engleskom jeziku u upotrebi od 1849.
Fotoelektrični efekt je 1839. otkrio francuski fizičar A. E. Bekuerel, ali je tek 1883. izrađena prva solarna ćelija. Izradio ju je Čarls Frits, tako što je prekrio poluprovodnik selen izrazito tankim slojem zlata da stvori spojeve. Efikasnost uređaja bila je samo oko 1%. 1888. ruski fizičar Aleksandar Stoletov izradio je prvu fotoelektričnu ćeliju utemeljenu na vanjskom fotoelektričnom efektu koji je otkrio Hajnrih Herc 1887.g. Albert Ajnštajn je 1905. objasnio fotoelektrični efekt zbog čega je dobio i Nobelovu nagradu za fiziku 1921. godine. Rasel Ohl je 1946. patentirao modernu poluprovodničku solarnu ćeliju, koja je otkrivena tokom rada na unapređenjima u izradi tranzistora.

### proizvodi prvu praktičnu ćeliju
Prva moderna fotonaponska ćelija proizvedena je 1954. od strane kompanije Bel laboratorije (engl. Bell Laboratories). Visokoučinsku solarnu ćeliju prvi su proizveli Daril Čapin, Kalvin Sater Fuler i Džerald Pearson 1954. koristeći difuzni silicijumski p-n spoj. Ćelije su isprva rađene za igračke i ostale sitne potrebe, jer je cena struje koju su proizvodile bila vrlo visoka – u relativnim pojmovima, ćelija koja je proizvodila 1 W električne snage po jakom suncu koštala je $250, u poređenju sa $2-$3 ta struju iz elektrane na ugalj.
Solarne ćelije su spašene od zaborava predlogom da se ugrade u satelit Vanguard 1. Prema originalnim planovima, satelit bi se napajao samo baterijama i trajao kratko vreme dok se ne istroše. Dodavši ćelije spolja na telo, vreme misije se moglo produžiti bez većih izmena na svemirskoj letilici ili njenim električnim vodovima. Isprva je postojao skepticizam, ali solarne ćelije su se u praksi pokazale velikim uspehom, i ubrzo su dodate na mnoge nove satelite, posebno Belov vlastiti Telstar.
U iduće dve decenije napredak je bio spor, jedina raširena upotreba bila je u svemirskim primenama, gde je njihov odnos snage prema masi bio veći od bilo koje konkurentske tehnologije. Međutim taj uspeh je ujedno bio i razlog sporom napretku. „Svemirski“ korisnici su bili spremni da plate bilo koju cenu za najbolje moguće ćelije, tako da nije bilo razloga za investiranje u jeftinija rešenja. Umjesto toga, cena ćelija bila je određena uglavnom od strane industrije poluprovodnika. Prelazak na integrisana kola u 1960-ima doveo je do dostupnosti većih komada kristala po relativno nižim cenama. Kako je njihova cena padala, tako je padala i cena ćelija. Ipak, ti efekti su bili ograničeni sve do 1971. godine, kad su troškovi ćelija procenjeni na oko $100 po vatu.

### Bermanove redukcije cena
U kasnim 1960-ima, Eliot Berman je istraživao nov metod za proizvodnju silicijumske sirovine u trakastom procesu (engl. ribbon process). Naišao je na slab interes za projekt i nije mogao naći novčana sredstva za njegov razvoj. Kasnije je, igrom slučaja, predstavljen timu u kompanije Ekson (engl. Exxon), koji je tražio projekte za narednih 30 godina. Grupa je zaključila da će električna energija biti mnogo skuplja do 2000. godine, i pretpostavili su da će to povećanje cene učiniti nove alternativne izvore energije, među kojima su najzanimljiviji solarni, atraktivnijima. Berman se 1969. priključio laboratoriji Eksona u Lindenu u Nju Džerziju zvanom Solarna snaga korporacija (engl. Solar Power Corporation, SPC).
Njegovo prvo veće nastojanje bilo je da se istraži potencijalno tržište kako bi se videlo koji su mogući načini upotrebe novog proizvoda. Ubrzo su otkrili da postoji značajna potražnja, ukoliko dolari po vatu padnu sa tadašnjih $100/vat na otprilike $20/vat. Znajući da bi se njegov koncept trake razvijao godinama, tim je počeo tražiti načine za postizanje granice $20/vat upotrebom postojećih materijala.
Prvi napredak bilo je zapažanje da su postojeće ćelije bazirane na standardnom procesu proizvodnje poluprovodnika, iako to nije bilo optimalno. Postupak je počinjao s komadom kristala, koji se rezao na diskove zvane vaferi (pločice), koji se zatim poliraju i potom, za upotrebu u ćelijama, prevlače antirefleksijskim slojem. Berman je primijetio da grubo izrezani vaferi već imaju savršeno odgovarajuću antirefleksijsku prednju površinu. Štampanjem elektroda direktno na tu površinu, dva značajna koraka u proizvodnji ćelija time su otklonjena. Tim je takođe istražio načine za poboljšanje ugradnje ćelija u nizove, otklanjajući skupe materijale i ručno ožičenje korištene u svemirskim primenama uz pomoć štampane pločice na poleđini, akrilne plastike sprijeda te lepila baziranog na silicijumu između, koje zatvara ćelije. Međutim najveće postignuće u postizanju niže cijene bilo je Bermanovo shvaćanje da je postojeći silicijum efektivno bio "predobar" za upotrebu u solarnim ćelijama; sitne nesavršenosti koje bi upropastile celi komad kristala (ili pojedinačni vafer) za elektroniku, imale bi beznačajan uticaj u solarnoj primjeni.
Uvodeći sve ove promene u praksu, kompanija je otpočela kupovati "odbačen" silicijum od postojećih proizvođača po vrlo niskim cenama. Koristeći najveće dostupne vafere, prema tome umanjujući količinu ožičenja za datu površinu panela, i njihovim pakovanjem u panele upotrebom vlastite nove metode. Do 1973. godine SPC je proizvodio panele po $10 i prodavao ih po $20 – petostruko sniženje cene u dve godine.

### Navigacijsko tržište
SPC je pristupio kompanijama koje proizvode ploveće svetionike kao svom prirodnom tržištu, međutim naišao je na zanimljivu situaciju. Vodeća kompanija u tom poslu bila je Automatska Snaga (engl. Automatic Power), proizvođač baterija. Shvativši da bi im solarne ćelije mogle oduzeti deo profita od baterija, Automatik je otkupio prava na raniji dizajn ćelija i potisnuo ih. Videvši da tu nema interesa, SPC se okrenuo Tideland signalu, drugom proizvođaču baterija osnovanom od strane bivših menadžera Automatika Tideland je uskoro predstavio svetionik napajan solarnom energijom i time narušio Automatikovo poslovanje.
Izbor momenta nije mogao biti pogodniji; strmoglavo povećanje broja naftnih platformi na moru i postrojenja za utovar stvorilo je golemo tržište među naftnim kompanijama. Kako je bogatstvo Tidelanda povećano, kompanija Automatska Snaga je počela da traži vlastitog snabdevača solarnih panela. Našli su Bila Jerksa iz kompanije Solarna snaga internacional (engl. Solar Power International SPI) u Kaliforniji, koji je tražio tržište. SPI je uskoro kupljen od strane jednog od svojih najvećih klijenata, naftnog giganta ARCO-a, stvorivši ARCO Solar. Kompanija ARCO Solar u Kamarilu u Kaliforniji bila je prva namijenjena isključivo proizvodnji solarnih panela, i u neprekidnom je pogonu od kupovine 1977. do današnjeg dana.
Ovo je tržište, zajedno s naftnom krizom 1973, dovelo do zanimljive situacije. Naftne kompanije su sada imale puno novca zbog velikih profita tokom krize, a bile su takođe svesne da im budući uspeh zavisi od nekog drugog oblika energije. Tokom idućih nekoliko godina, veće naftne kompanije su pokrenule niz solarnih kompanija, te su tokom više decenija bile najveći proizvođači solarnih panela. Exxon, ARCO, Shell, Amoco (kasnije kupljen od strane BP-a), Mobil, sve su imale značajne solarne odele tokom 1970.-ih i 80-ih. Tehnološke kompanije su takođe imale određena ulaganja, uključujući General Electric, Motorolu, IBM, Tyco i RCA.

### Dalja poboljšanja
Poboljšanja od vremena Bermanovog rada su snizila troškove proizvodnje na ispod $1/vat, s veleprodajnom cenom reda $2. Troškovi ostatka uređaja (troškovi sistema) su sada postali veći od troškova samih ćelija; u velikim komercijalnim poljima panela u pogonu su iznosili oko $5/vat u 2010. godini.
Kako je industrija poluprovodnika išla na sve veće i veće komade kristala, starija oprema je postala dostupna po rasprodajnim cenama. Ćelije su dostupnošću te opreme takođe rasle u veličini. ARCO Solarovi originalni paneli su koristili ćelije od 2 do 4 inča u prečniku. Paneli u 1990.-ima i ranim 2000.-ima uglavnom koristili 5 inčne vafere, a od 2008. gotovo svi novi paneli koriste 6 inčne ćelije. Još jedna velika promena bio je prelazak na polikristalni silicijum. Taj materijal ima manji učinak, ali je jeftiniji za masovnu proizvodnju. Sveobuhvatno uvođenje televizora s ravnim ekranom u kasnim 1990.-ima i ranim 2000.-ima dovelo je do široke dostupnosti velikih ploča visokokvalitetnog stakla, korištenih na prednjoj strani panela.
Druge tehnologije su takođe došle na tržište. Kompanija Prvi solar (engl. First Solar) je narastao u najvećeg proizvođača panela u pogledu godišnje proizvedene snage, korištenjem ćelije od tankog filma između dva sloja stakla. To je bio prvi proizvod koji je srušio troškove proizvodnje ispod $1/vat. Otada je izobilje polikristalnog silicijuma potisnulo cene konvencionalnih panela na istu srazmeru.

## Primena
Solarne ćelije se često električno spajaju i zatvaraju u module. Fotonaponski moduli uglavnom imaju staklenu ploču spreda (prema suncu), propuštajući svetlo i u isto vreme štiteći poluprovodnik od ogrebotina i uticaja vetrom nošenih čestica, kiše, grada, itd. Solarne ćelije su takođe često serijski spojene u module, stvarajući zbirni napon. Ako se spoje paralelno, to formira veću struju. Moduli se zatim međusobno spajaju, serijski ili paralelno, ili na oba načina, da bi se stvorilo polje sa željenim vršnim vrednostima istosmernog napona i struje.
Kako bi se praktično iskoristila energija dobijena od sunca, elektricitet se najčešće predaje u električnu mrežu upotrebom invertora, ta je to fotonaponski sistem spojen na mrežu. U samostalnim sistemima za čuvanje energije koja trenutno nije potrebna koriste se baterije. Solarni paneli se mogu koristiti za pogon ili punjenje prenosivih uređaja.

## Teorija
Rad solarne ćelije odvija se u tri koraka:
- Fotoni iz sunčeve svetlosti udaraju u solarni panel i poluprovodnički materijali poput silicijuma ih apsorbiraju.
- Elektroni se potiskuju iz atoma i postaju slobodni, te mogu da slobodno teku materijalom, čime se formira struju. Zbog posebne građe solarnih ćelija, elektroni se mogu kretati samo u jednom smjeru.
- Polje solarnih ćelija pretvara energiju sunca u upotrebljivu količinu jednosmerne struje (DC).

## Tehnologija fotonaponske ćelije
Fotonaponska ćelija se sastoji od materijala poluprovodnika kao što je silicijum, koji se dopuje fosforom u prvom N-silicijum sloju za negativno naelektrisanje i borom P-silicijum u drugom za pozitivno naelektrisanje. Silicijum se koristi jer je najobilniji element nađen u prirodi (u pesku) i ima specijalne hemijske karakteristike, gde atom silicijuma sadrži 14 elektrona koji su podeljeni u tri prstena. Unutrašnja dva prstena su potpuno puna, a treći prsten je polu pun i sadrži 4 elektrona od mogućih 8. Kada se dva atoma silicijuma spoje, kreira se čvrsta veza i nema slobodnih elektrona koji mogu da prenose električni tok.
Zbog ovih čvrstih veza se u silicijum dodaju "nečistoće", kao što su fosfor i bor. Atom fosfora ima 5 elektrona u spoljašnjem prstenu, a veza između silicijuma i fosfora ostavlja jedan slobodan elektron. Kada sunce reaguje na ove atome, uz malo energije se peti, slobodni elektron fosfora, oslobađa. Ovi elektroni slobodno putuju kroz kristalnu rešetku, tražeći slobodno mesto da se povežu i tako se stvara strujni tok.
Drugi deo je dopovan borom, koji ima sam tri elektrona u svom spoljašnjem prstenu i naziva se P-tipom silicijuma, zbog pozitivnog naelektrisanja. Ovakva struktura nema slobodne elektrone, ali ima jedno prazno mesto koje može da prihvati slobodan elektron koji "šeta" po strukturi i tako stvara električni tok, odnosno struju.

## Efikasnost
Efikasnost solarne ćelije se može podeliti na efikasnost refleksije, termodinamičku efikasnost, efikasnost odeljivanja nosilaca naboja i efikasnost provodljivosti. Ukupna efikasnost je proizvod svih navedenih pojedinačnih komponenti.
Zbog teškoća u direktnom merenju tih parametara, umesto njih mere se: termodinamička efikasnost, kvantna efikasnost, integrisana kvantna efikasnost, odnos , i faktor punjenja. Gubici refleksije su deo "spoljašnje kvantne efikasnosti". Gubici rekombinacije sačinjavaju deo kvantne efikasnosti, odnosa , i faktora punjenja. Gubici otpora su uglavnom svrstani pod faktorom punjenja, međutim takođe čine manji deo kvantne efikasnosti i .
Uređaji od kristalnog silicijuma se približavaju teorijskoj granici efikasnosti od 29%.

## Cena
Cena solarne ćelije se daje po jedinici maksimalne električne snage. Troškovi proizvodnje nužno uključuju i cenu energije potrebne za proizvodnju. U svetu tarife za predaju solarne energije u mrežu variraju, čak i unutar iste zemlje. Takve tarife mogu biti veoma efikasne u podršci razvoja projekata solarne energije.
Solarne ćelije visoke efikasnosti su od interesa u pogledu smanjenja troškova solarne energije. Mnogi troškovi solarne elektrane su proporcionalni površini elektrane; ćelije veće efikasnosti mogu umanjiti površinu i cenu elektrane, čak i ako su ćelije same po sebi skuplje. Efikasnost samih ćelija, da bi bile korisna u procenjivanju ekonomičnosti solarne elektrane, se mora vrednovati po realnim uslovima. Osnovni parametri su struja kratkog spoja i napon praznog hoda.
Grafikon s desne strane prikazuje najviše laboratorijske efikasnosti dobijene za razne materijale i tehnologije. Obično se meri na vrlo malim ćelijama, oko 1 cm². Komercijalne efikasnosti su značajno niže.
Jeftina fotonaponska ćelija je ćelija od tankog filma namenjena proizvodnji električne energije po ceni uporedivoj sa cenom tradicionalnih izvora energije (fosilna goriva i nuklearna energija). To uključuje fotonaponske ćelije druge i treće generacije, koje su jeftinije od prve generacije (ćelije od kristalnog silicijuma, takođe zvane vafer ili masovne ćelije).
Paritet mreže, tačka u kojoj je fotonaponska energija jednaka ili jeftinija od cene energije mreže, može se dosegnuti upotrebom jeftinih solarnih ćelija. Najprije je ostvaren u područjima s obiljem sunca i skupom električnom energijom, poput Kalifornije i Japana. Paritet mreže je dosegnut i na Havajima i drugim ostrvima koja inače koriste dizel za proizvodnju energije. Džordž V. Buš je postavio 2015. kao godinu pariteta mreže u SAD. U govoru na konferenciji 2007, glavni inženjer General Elektrika je predvideo da će se paritet mreže bez subvencija postići u sunčanim dijelovima SAD-a oko 2015. godine.
Cena solarnih panela je kontinuirano padala tokom zadnjih 40 godina, do 2004. kada su visoke subvencije u Nemačkoj tamo drastično povećale potražnju, i značajno povećale cenu prečišćenog silicijuma (koji se koristi i u računarskim čipovima). Jedna istraživačka kompanija predviđa da će novi proizvodni kapaciteti, koji su počeli raditi 2008.g. sniziti cene za 70% do 2015. godine. Drugi analitičari upozoravaju da bi kapaciteti mogli biti usporeni zbog ekonomskih razloga, ali da će potražnja pasti radi manjih subvencija. Ostala potencijalna uska grla su kapacitet industrije izrade poluga silicijuma i njihovog rezanja na pločice, te snabdevanje specijalnim hemikalijama korištenim za oblaganje ćelija.

## Trend rasta upotrebe fotonaponskih ćelija
U Evropskoj uniji trenutno je 40% godišnji rast instalirane snage fotonaponskih ćelija. To se naizgled čini kao veliki rast, ali tu ipak radi o vrlo malim količinama, pa rast od 40% ne utiče posebno na ukupnu zastupljenost takvih izvora energije.

### 2000. godina
U 2000. godini u Evropskoj uniji bilo je instalirano 183.5 MWp, a to je 43,6% povećanja u odnosu na 1999. I u tom području Nemačka je sa 113.8 MWp (uključujući 100 MWp priključenih na električnu mrežu) vodeća država u Evropi. Tako veliki udeo može se zahvaliti Nemačkom zakonu o obnovljivim izvorima energije. Po tom zakonu otkupna cena energije iz fotonaponskih ćelija je 0.5 evra po kWh za prvih 350 MWp.

### 2010. godina
Plan Evropske unije bio je instaliranje 3000 MWp do 2010. godine, ali se ispostavilo da je do tada instalirano 1780 MWp.

### 2020. godina
Države Evropske unije zadale su sebi ambiciozan cilj da povećaju udeo obnovljivih izvora energije sa 8,5% u 2005. godini na 20% celokupne potrošnje energije u Evropskoj uniji do 2020. godine. Ovo povećanje udela obnovljivih izvora energije je nužni doprinos u borbi sa globalnim klimatskim promenama i veliki iskorak prema većoj energetskoj nezavisnosti Unije, što je takođe vrlo važan dugoročni cilj država članica Evropske unije. Bolja kontrola energetske zavisnosti sve je važnija zbog visoke cene sirove nafte i nestabilne političke i ekonomske situacije u Ukrajini, a ta situacija uvek može rezultovati smanjenjem snabdevanja Unije prirodnim plinom iz Rusije.

## Materijali
Različiti materijali imaju različitu efikasnost i cenu. Materijali za efikasne solarne ćelije moraju imati karakteristike koje se slažu sa spektrom dostupnog svetla. Neke ćelije su napravljene tako da efikasno pretvaraju talasne dužine sunčevog svetla koje dopire do Zemljine površine. Postoje i ćelije koje su optimizovane za apsorpciju svetla izvan atmosfere. Materijali koji apsorbiraju svetlost često se mogu koristiti u "višestrukim fizičkim konfiguracijama", kako bi se iskoristili različiti mehanizmi apsorpcije svetla i razdvajanja naboja.
Materijali trenutno korišteni za fotonaponske solarne ćelije uključuju monokristalni silicijum, polikristalni silicijum, amorfni silicijum, kadmijum telurid i bakar indijum selenid/sulfid.
Mnoge trenutno dostupne solarne ćelije izrađene su od komada materijala rezanog u pločice (vafera). Njihova debljina je između 180 do 240 mikrometara. One se obrađuju poput ostalih poluprovodnika.
Drugi materijali su napravljeni kao slojevi tankog filma, organskih pigmenta ili organskih polimera koji se deponuju na potporne supstrate. Treća grupa je napravljena od nanokristala i korištena kao kvantne tačke (nanočestice sa ograničenim elektronima). Silicijum je i dalje jedini materijal koji je dobro istražen u obliku "komada" i u obliku "tankog filma".

#### Kristalni silicijum
Daleko najrasprostranjeniji masivni materijal za solarne ćelije je kristalni silicijum (c-Si), takođe poznat i kao "silicijum solarnog kvaliteta". Masivni silicijum se dijeli u više kategorija prema kristalnosti i veličini kristala nastale poluge, trake, ili pločice.
1. Monokristalni silicijum (c-Si): često dobijen procesom Čohralskog. Pločaste ćelije od jednog kristala obično su skupe, i pošto su rezane iz cilindričnih poluga ne pokrivaju potpuno pravougaoni solarni modul bez značajnih gubitaka rafiniranog silicijuma. Zato mnogi c-Si paneli imaju nepokrivene praznine u uglovima ćelije.
2. Poli- ili multikristalni silicijum (poli-Si ili mc-Si): napravljen od livenih pravougaonih poluga — veliki blokovi rastopljenog silicijuma su pažljivo ohlađeni i očvrsnuti. Poli-Si ćelije su jeftinije za proizvodnju nego ćelije od jednog kristala silicijuma, ali su manje efikasne. Podaci s SAD DOE pokazuju da je prodaja multikristalnog silicijuma već nadmašila prodaju monokristalnog.
3. Trakasti silicijum[19] je tip multikristalnog silicijuma. On se formira izvlačenjem ravnih tankih filmova iz rastopljenog silicijuma, a rezultuje u multikristalnoj strukturi. Te ćelije imaju nižu efikasnost od poli-Si, ali štede na troškovima izrade zbog velikog smanjenja silicijumskog otpada, jer taj pristup ne zahteva rezanje iz poluga.

Analitičari predviđaju da će cene polikristalnog silicijuma pasti, jer kompanije grade dodatne kapacitete za izradu polisilicijuma brže od projektovane industrijske potražnje. S druge strane, trošak proizvodnje unapređenog silicijuma metalurškog ranga, poznatog i kao UMG Si, može potencijalno imati šestinu troška izrade polisilicijuma.
Proizvođači pločastih (vafer) ćelija odgovaraju nižim cenama tankih filmova s ubrzanim smanjenjem potrošnje silicijuma kod izrade. Prema Džefu Purtmansu, direktoru IMEC-ovog solarnog odeljenja, trenutne ćelije koriste između osam i devet grama silicijuma po vatu generirane snage, s debljinama pločica oko 0.200 mm. 2008. na prolećnoj konferenciji stručnjaka za fotonaponske primene (engl. IEEE Photovoltaic Specialists' Conference/PVS'08), Džon Vohlgemut, naučnik iz BP Solara, objavio je da njegova kompanija ima odobrene module bazirane na pločicama debljine 0.180 , i da testiraju procese za 0.160  rezane žicom debljine 0.1 . -ov plan razvoja, predstavljen na nedavnom godišnjem susretu organizacije, predviđa upotrebu pločica debljine 0.08  do 2015. godine.

### Tanki filmovi
Tehnologije tankog filma smanjuju količinu materijala potrebnog za izradu solarne ćelije. Premda to umanjuje troškove materijala, takođe može da umanji efikasnost pretvaranja energije. Silicijumske ćelije tankog filma postale su popularne zbog cene, fleksibilnosti, manje težine i lakoće integracije, u poređenju s pločastim silicijumskim ćelijama.

#### Kadmijum teluridne solarne ćelije
Kadmijum teluridne solarne ćelije koriste tanki film kadmijum telurida (CdTe) kao poluprovodnički sloj za apsorpciju i pretvaranje sunčevog svetla u elektricitet.
Kadmijum prisutan u ćelijama je toksičan ako se ispusti. Međutim ispuštanje je nemoguće tokom normalnog pogona ćelije, i malo je verojatno u slučaju požara na stambenom krovu. Kvadratni metar CdTe sadrži otprilike istu količinu kadmijuma kao jedna nikl-kadmijumska baterija tipa C, u stabilnijem i slabije topivom obliku.

#### Bakar indijum selenid
Bakar indijum galijum selenid - CIGS) je materijal direktnog energetskog prelaza. On ima najveću efikasnost među materijalima tankog filma (~20%). Tradicionalne metode proizvodnje obuhvataju procese u vakuumu uključujući veštačko isparavanje i raspršivanje. Nedavna istraživanja u IBM-u i Nanosolaru su za cilj imala smanjenje cene koristeći obradu rastopa bez vakuuma.

#### Višespojni galijum arsenid
Visoko efikasne višespojne ćelije su originalno bile razvijene za posebne namene, poput satelita i istraživanja svemira. Međutim, u današnje vreme bi njihova upotreba u koncentratorima na Zemlji mogla biti alternativa s najnižom cenom izraženom u $/kWh i $/W. Višespojne ćelije se sastoje od višestrukih tankih filmova izrađenih korištenjem metalorganske epitakse parne faze. Trostruko spojna ćelija se na primer može sastojati od poluprovodnika: , germanijuma (Ge) i indijuma (2). Svaki tip poluprovodnika ima karakterističnu energiju rascepa, koja uzrokuje da poluprovodnik najefikasnije apsorbuje svetlost određene boje, ili preciznije, da apsorbuje elektromagnetno zračenje iz dela spektra. Poluprovodnici se pažljivo odabiru tako da upijaju gotovo celi sunčev spektar, te da generišu elektricitet iz što je moguće više sunčeve energije.
Višespojne ćelije bazirane na GaAs su dosad najefikasnije. 2010. godine trostruko spojna metamorfna ćelija je dosegla rekord od 42.3%.
Ova tehnologija se trenutno koristi u misijama rovera za istraživanje Marsa, koje su u pogonu daleko duže od njihovog dizajniranog veka trajanja od 90 dana.
Tandemske solarne ćelije bazirane na monolitnim, serijski spojenim pn-spojevima galijum indijum fosfata (GaInP), galijum arsenida GaAs i germanijuma Ge, doživljavaju strmi rast potražnje. U samo 12 mjeseci (12/2006 – 12/2007), cena metala 4N galijuma je porasla s oko $350/kg na $680/kg. Takođe, cene metala germanijuma su znatno porasle, do $1000–$1200/kg protekle godine (2010).
Trostruko-spojene GaAs solarne ćelije se takođe koriste kao izvor energije četvorostrukog holandskog pobjednika u Svetskom solarnom izazovu, Nuna u 2003, 2005. i 2007, te u holandskim solarnim automobilima Solutra (2005), Dvadest jedan (2007) i 21Revolution (2009).
Holandski Radboud univerzitet Najmegen je postavio rekord u efikasnosti solarnih ćelija od tankog filma na 25,8% 2008. koristeći jednospojni GaAs debljine sloja samo 4 , koji se može preneti s baze pločice (vafera) na stakleni ili plastični film.

#### Fotoosetljivi pigmenti ()
Ćelije s fotoosetljivim pigmentima su napravljene od jeftinih materijala. One ne zahtevaju složenu opremu za proizvodnju, pa se mogu izraditi i putem "uradi sam" tehnike. U velikim količinama se očekuje da će biti znatno jeftinije od starijih dizajna ćelija u tehnici čvrstog stanja. DSSC-ovi se mogu izraditi kao savitljivi listovi, i premda im je efikasnost pretvaranja manja od najboljih ćelija od tankog filma, odnos performansa/cena bi trebao biti dovoljno visok da im omogući takmičenje s proizvodnjom električne energije iz fosilnih goriva. DSSC je razvio profesor Majkl Gratcel 1991. na Švajcarskom federalnom tehnološkom institutu (EPFL).
Tipično se koristi metalorganski pigment rutenijuma kao monosloj materijala osetljivog na svetlost. Ćelije s fotoosjetljivim pigmentima zavise od poroznog sloja nanočestičnog titan dioksida koji znatno povećava površinu materijala (200–300 2, u poređenju sa 10  ravnog pojedinačnog kristala). Fotogenerisani elektroni iz "fotoosetljivog pigmenta" se predaju -tipa, a šupljine apsorbira elektrolit na drugoj strani pigmenta. Električni krug se zatvara redoks vezom u elektrolitu, koja može biti tečna ili čvrsta materija. Ovaj tip ćelije omogućava fleksibilniju upotrebu materijala i tipično se proizvodi štampanjem na film i/ili upotrebom ultrazvučnih mlaznica, s potencijalom niže cene obrade nego one kod masivnih solarnih ćelija. Međutim, pigmenti u ovim ćelijama su podložni degradaciji pod uticajem toplote i UV svetla, a kućište ćelija je teško zapečatiti zbog rastvarača korištenih u uređaju. Uprkos toga, ovo je popularna tehnologija u pomolu, s predviđanjima komercijalnog uticaja tokom ove decenije. Prvu komercijalna pošiljka DSSC solarnih modula je plasirala na tržište 2009. kompanija G24i Inovacije (engl. G24i Innovations).

#### Organske/polimerne solarne ćelije
Organske solarne ćelije su relativno nova tehnologija, koja ima potencijal da znatno smanji cene (u poređenju sa silicijumom u tankom filmu) i stoga da omogući brži povratak investicija. Ove ćelije mogu biti obrađene iz rastvora, pa otuda mogućnost jednostavnog procesa ispisa koji vodi do jeftine proizvodnje na veliko.
Organske i polimerne solarne ćelije su izrađene od tankih filmova (tipično 100 ) organskih poluprovodnika, poput polifenilen vinilena i spojeva malih molekula poput bakar ftalocijanina (plavi ili zeleni organski pigment), i fulerena i derivata fulerena poput . Efikasnosti pretvaranja energije upotrebom provodnih polimera dostignute do danas su niske u poređenju s neorganskim materijalima. Znatna poboljšana su ostvarena u zadnjih nekoliko godina. Najviša potvrđena efikasnost je 6.77%. Ove ćelije bi takođe mogle biti korisne u primenama gde su bitni mehanička fleksibilnost i mogućnost neškodljivog uklanjanja.
Ovi uređaji se razlikuju od ćelija načinjenih od neorganskih poluprovodnika po tome što se ne oslanjaju na veliko ugrađeno električno polje PN spoja za razdvajanje elektrona i šupljina stvorenih pri upijanju fotona. Aktivno područje organske ćelije sastoji se od dva materijala, jednog koji deluje kao donor elektrona, i drugi kao primalac. Kada se foton pretvori u par elektron-šupljina, tipično u donorskom materijalu, naboji teže da ostanu vezani u obliku ekscitona i razdvajaju se kada eksciton difundira na spoj donor-primalac. Kratke difuzijske daljine ekscitona većine polimernih sistema ograničavaju efikasnost takvih uređaja. Nanostrukturni spojevi, ponekad u obliku velikih heterospojnica, mogu popraviti efikasnost.

#### Tanki film silicijuma
Ćelije od tankog filma silicijuma uglavnom su izrađene hemijskim parnom depozicijom (obično pojačanom plazmom - PE-CVD) gasa silana i vodonika. Zavisno od parametara taloženja, time se može dobiti:
1. Amorfni silicijum (a-Si ili a-Si:H)
2. Protokristalni silicijum, ili
3. Nanokristalni silicijum (nc-Si ili nc-Si:H), takođe zvan mikrokristalni silicijum.

Pronađeno je da je protokristalni silicijum s malim zapreminskim udelom nanokristalnog silicijuma optimalan za veliki napon otvorenog kruga. Ovi tipovi silicijuma formiraju klimave i uvijene veze, koje rezultuju u dubokim defektima (energijskim nivoima u energetskom procepu), kao i deformacijama valentnog i vodljivog pojasa (rep pojasa). Solarne ćelije napravljene od ovih materijala uglavnom imaju nižu efikasnost pretvaranja energije od običnog silicijuma, ali su i jeftinije za izradu. Kvantna efikasnost solarnih ćelija od tankog filma je takođe niža zbog manjeg broja prikupljenih nosilaca naboja po upadnom fotonu.
Solarna ćelija od amorfnog silicijuma (a-Si) je izrađena od amorfnog ili mikrokristalnog silicijuma i njena osnovna elektronička struktura je p-i-n spojnica. Pošto amorfna struktura ima viši postotak apsorpcije svetlosti od kristalnih ćelija, celokupni spektar svetlosti može biti apsorbovan vrlo tankim slojem fotoelektrično aktivnog materijala. Film debljine samo 1 mikron može apsorbovati 90% upotrebljive solarne energije. Proizvodnja a-Si solarnih ćelija tankog filma koristi staklo kao supstrat i taloži vrlo tanki sloj silicijuma PE-CVD postupkom. Proizvođači a-Si rade na pojeftinjenju dobijene energije i višoj efikasnosti pretvaranja kontinuiranim istraživanjima i razvojem višespojnih solarnih ćelija za solarne panele.
Amorfni silicijum ima viši energetski procep (1.7 ) od kristalnog silicijuma (c-Si, 1.1&nbsp;eV), što znači da apsorbuje vidljiv deo spektra sunčeve svetlosti jače od infracrvenog dela. Pošto "nc-Si" ima otprilike isti energetski procep kao c-Si, nc-Si i a-Si se mogu pogodno kombinovati u tanke slojeve, stvarajući slojevitu ćeliju takozvanu "tandemsku ćeliju". Gornja ćelija od a-Si apsorbira vidljiv deo svetlosti i ostavlja infracrveni deo spektra donjoj ćeliji od nc-Si.
Nedavno su razvijena rešenja za savladavanje ograničenja kristalnog silicijuma u tankom filmu. Šeme hvatanja svetlosti gde se slabo apsorbujuća svetlost velike talasne daljine posredno spreže sa silicijumom i prelazi preko filma nekoliko puta, može znatno uvećati apsorpciju sunčeve svetlosti u tankim filmovima silicijuma. Tehnike termalne obrade mogu znatno unaprediti kvalitet kristala silicijuma i prema tome voditi do veće efikasnosti dobivenih solarnih ćelija.

## Proizvodnja
Pošto su solarne ćelije poluprovodnički uređaji, oni dele mnoge tehnike obrade i proizvodnje s ostalim poluprovodničkim uređajima poput računara i memorijskih čipova. Međutim, zahtevi za čistoćom i kontrolom kvaliteta izrade poluprovodnika nisu toliko strogi za solarne ćelije. Većina velikih komercijalnih proizvođača solarnih ćelija danas izrađuje solarne ćelije od polikristalnog silicijuma. Iz pojedinačnih kristalnih pločica koje se koriste u poluprovodničkoj industriji mogu se izraditi izvrsne visoko efikasne solarne ćelije, ali se smatraju preskupim za masovnu proizvodnju.
Pločice od polikristalnog silicijuma izrađuju se piljenjem livenih poluga silicijuma žicom u vrlo tanke (180 do 350 mikrometara) kriške ili pločice. Pločice su obično slabo dopirani poluprovodnici p-tipa. Za dobivanje solarne ćelije iz pločice, izvodi se površinska difuzija dopanata n-tipa s prednje strane pločice. To stvara p-n spoj nekoliko stotina nanometara ispod površine.
Obično se primenjuje antirefleksijska prevlaka, za povećanje količine iskorišćene svetlosti u ćeliji. Silicijum nitrid je postupno zamijenio titan dioksid kao antirefleksijsku prevlaku zbog svojih izvrsnih sposobnosti pasivizacije površine. On sprečava rekombinaciju nosilaca naboja na površini solarne ćelije. Obično se primjenjuje u sloju debelom nekoliko stotina nanometara upotrebom PE-CVD postupka. Neke solarne ćelije imaju teksturirane prednje površine koje, poput antirefleksijskih obloga, služe uvećanju količine svetlosti iskorištene u ćeliji. Takve se površine obično mogu formirati samo na pojedinačnim kristalima silicijuma, iako su se zadnjih godina razvile metode njihovog formiranja na multikristalnom silicijumu.
Pločici se tada dodaje metalni kontakt po celoj zadnjoj površini, i mrežasti metalni kontakt napravljen od tankih "prstiju" i većih "sabirnica" koje se štampaju na zaslon prednje površine upotrebom srebrne paste. Stražnji kontakt se takođe formira štampanjem metalne paste na zaslon, obično aluminijske. Taj kontakt najčešće pokriva celu zadnju stranu ćelije, iako se u nekim dizajnima ćelija štampa u mrežasti uzorak. Pasta se zatim greje na nekoliko stotina stepeni Celzijusa da formira metalne elektrode u omskom kontaktu sa silicijumom. Neke kompanije koriste dodatni korak elektro-anodiranja da uvećaju efikasnost ćelije. Nakon što se izrade metalni kontakti, solarne ćelije se međusobno spajaju u seriju (i/ili paralelu) plosnatim žicama ili metalnim trakama i sastavljaju u modul ili "solarni panel". Solarni paneli imaju s prednje strane ploču tvrdog stakla, a sa zadnje strane čauru od polimera.

## Životni vek
Većina komercijalno dostupnih solarnih ćelija sposobna je da proizvodi elektricitet barem dvadeset godina bez značajnog pada efikasnosti. Tipično jamstvo proizvođača panela je na period od 25 - 30 godina, u kojemu izlaz ćelije neće opasti ispod određenog postotka (oko 80%) nazivnog kapaciteta.

## Predmeti istraživanja
Trenutno je mnogo istraživačkih grupa aktivno na polju fotoelektriciteta u akademskim i istraživačkim ustanovama po celom svetu. Ta istraživanja se mogu podeliti u tri područja:
1. jeftinija izrada solarnih ćelija u dostupnim tehnologijama i/ili povećanje njihove efikasnosti da se mogu uspešno naticati s ostalim izvorima energije
2. razvoj novih tehnologija baziranih na novim arhitektonskim dizajnima solarnih ćelija
3. razvoj novih materijala kao apsorbera svetlosti i nosilaca naboja.

## Literatura
- Information, Reed Business (1979). New Scientist. Reed Business Information. стр. 177. ISSN 0262-4079.[мртва веза]
- Komp, Richard J. and John Perlin (2002). Practical Photovoltaics: Electricity from Solar Cells (3. sub изд.). Aatec Publications. ISBN 978-0-937948-11-8.
- Roberts, Simon; Guariento, Nicolò (2005). Building Integrated Photovoltaics (2. изд.). Birkhäuser Architecture. ISBN 978-3-7643-9948-1.

## Spoljašnje veze
- Fotonaponska ćelija
- Tehnologija proizvodnje
- Princip rada fotonaponske ćelije
- Energija sunca Архивирано на веб-сајту  (5. август 2019)